# Innovationshindernis
Als Innovationshindernis oder Innovationsbarriere bezeichnet man gewohnheitsmäßige oder insgeheim anerkannte, aber nicht explizit festgelegte Konventionen innerhalb einer Gemeinschaft, die eine Verbesserung von Organisationsstrukturen oder Produkten verhindern. 
In Organisationen gibt es neben den offiziellen Vorgaben und Organisationsstrukturen immer noch ungeschriebene Regeln. Diese Regeln wirken quasi neben den formalen Anweisungen und der offiziellen Unternehmenskultur.
In dem Maß, in dem eine Organisation durch Neugestaltung der Leistungsprozesse und durch Neuformulierung der Strategie innovativer werden will, muss sie sich um diese ungeschriebenen Regeln kümmern, damit die innovativen Veränderungen umgesetzt werden können. 
Ein wesentliches Innovationshemmnis besteht in den "Willens- und Fähigkeitsbarrieren" von Mitarbeitern und Führungskräften. Viele Innovationen sind für die Betroffenen mit Anstrengung, Umbruch und als unnötig empfundener Turbulenz verbunden. Außerdem können Innovationen für Mitarbeiter und Vorgesetzte eine Bedrohung der Einzigartigkeit von Fähigkeiten und Wissensgrundlagen, des sozialen Ranges oder der Machtgrundlage bedeuten (z. B. die Einführung neuer Informationstechnologie im betrieblichen Umfeld).
Des Weiteren sind kurzfristige und abteilungsegoistische Orientierungen sowie kurzfristig individuelle arbeitsplatzsichernde oder karrierebestimmte Haltungen wesentliche Innovationshemmnisse. Auch sind Organisationen komplexe Gebilde mit gewachsenen Machtstrukturen, in denen sich die Menschen wohlfühlen die hier drin arbeiten, Veränderungen bedeuten eine gewisse Instabilität und lösen Ängste aus. Diese Faktoren können "Seilschaften des Verhinderns" bilden. Außerdem birgt der demographische Wandel Herausforderungen für die Innovationsfähigkeit von Unternehmen, da ein beträchtlicher Teil der Arbeitnehmer aus einer Alterskohorte stammt, die in ihrer Ausbildung keinen Zugang zu Informationstechnologie hatte. Älteren Arbeitnehmern fällt das Schritthalten mit neuen Technologiezyklen daher oft schwerer als jüngeren Kollegen.
Sollen Innovationen umgesetzt werden, so ist es erforderlich das Unternehmen zu verstehen, wie es wirklich funktioniert. 
Es ist durchaus möglich die ungeschriebenen Regeln zu berücksichtigen, die machtausübenden, motivierenden und handlungsauslösenden Kräfte positiv zu beeinflussen.

## Erklärungen
Eberhard Witte, schreibt über Hemmnisse – er benutzt das Wort „Barriere“: „Es darf mit der Barriere keine feststehende Schranke assoziiert werden, die entweder geschlossen oder offen ist, übersprungen oder nicht übersprungen wird.“ Witte sieht in Innovationshemmnissen einen graduellen Widerstand und unterscheidet sie in Willensbarrieren und Fähigkeitsbarrieren.
Jürgen Hauschildt, erweiterte das von Witte entwickelte Macht- und Fachpromotorenmodell um den Prozesspromoter weiter. Er schreibt bzw. sagt über Hemmnisse: „Die Historie von Innovationen ist eine unendliche Geschichte des Widerstand gegen sie. Alle Merkmale eines Konfliktes von zwei Verhaltensweisen sowie Wahrnehmung der Nichtvereinbarkeit durch die Betroffenen und Beteiligten kommen hier zum tragen. […] Widerstand gegen Innovationen ist auch Widerstand von Personen gegen Personen. Denn sie bedeuten eine erhebliche Veränderung der bisherigen Arbeitsweise.“

## Formen der Innovationshemmnisse
Innovationshemmnisse werden in außerbetriebliche und innerbetriebliche Innovationshemmnisse unterteilt. Zu den außerbetrieblichen Innovationshemmnissen gehören beispielsweise Gesetze, Patentrechte und/oder Handelsbeschränkungen. Auf diese externen Umweltbedingungen besitzt das Unternehmen einen beschränkten Einfluss.
Die innerbetrieblichen Innovationshemmnisse werden nach der Anwendungs- und Erfindungsseite unterschieden.
Auf der Erfindungsseite stehen:
- Technik
- Finanzen
- Organisation
- Personal

Zu den finanziellen Hemmnissen heißt es: „Von finanziellen Hemmnissen wird gesprochen, wenn den mit der Innovationsaufgabe beschäftigten Mitarbeitern gravierende Grenzen durch finanzielle Begrenzungen auferlegt sind, d.h., kein ausreichendes Budget zur Verfügung steht.“ Dieses Hemmnis tritt besonders bei kleinen und mittleren Unternehmen auf. Zu den technischen Hindernissen gehört beispielsweise das qualitative oder quantitative Fehlen von Ausrüstungsgegenständen. Das können Maschinen, Messinstrumente oder Werkzeuge sein. Auch das Fehlen digitalisierter Technik gehört zu den entsprechenden Innovationshemmnissen. Organisatorische Hemmnisse lassen sich durch die entsprechenden organisatorischen Maßnahmen beseitigen. Folgende organisatorische Innovationshemmnisse können als typisch bezeichnet werden:
- starre Hierarchien, die den Informationsfluss behindern
- mangelhaftes Weiterbildungsangebot
- mangelhafte Computersysteme, wie z. B. fehlende Vernetzung

„Wenn qualitative und quantitative personale Schwierigkeiten den Innovationsprozess behindern, wird von personalen Hemmnissen gesprochen.“ Zu den quantitativen Schwierigkeiten gehört eine unzureichende Mitarbeiterzahl im Unternehmen. Doch auch die unzureichende Qualifikation der Mitarbeiter kann dazu gezählt werden. Qualitative Hemmnisse lassen sich dagegen durch ein entsprechendes Aus- und Weiterbildungsangebot nicht ausgleichen. Die Hemmnisse sind in den Fähigkeiten der Mitarbeiter begründet. Die Mitarbeiter können das nicht ändern. Ein weiteres qualitatives Hemmnis ist die bereits einleitend erwähnte mangelhafte Fähigkeit zum Umdenken. Diese Barrieren werden als Fähigkeits- bzw. Willensbarrieren bezeichnet.
Beim Zusammenschluss von interdisziplinären Innovationsteams, kommt der so oft erhoffte hohe Effekt nicht zustande. Vielfach entwickeln sich neben den offiziellen Vorgaben auch ungeschriebene Spielregeln. Die vielen gut gemeinten Vorhaben scheitern bereits bei der Zusammenstellung der Teams. Häufig entsteht nicht der gewünschte Kooperationsgeist. „Stattdessen verwickeln sich die Teams unerwarteterweise in interne Auseinandersetzungen über unterschiedliche Positionen ihrer Mitglieder. Kurzfristige und abteilungsegoistische Orientierung, Machtkämpfe und Egoismen sind trotz aller guten Absichten vorprogrammiert und Teamarbeit kommt selten zustande. Selbst wenn sie nur vorgetäuscht wird, um der offiziellen Unternehmenslinie zu entsprechen.“
Solche Verhältnisse lassen sich auf allen Unternehmensebenen wiederfinden. Es entstehen „Seilschaften des Verderbens“. Die Unternehmensführung wird selten von den eigenen Mitarbeitern als machtausübende Kräfte angesehen, da sie selber selten tadelt, bestraft oder kämpferisch in Erscheinung tritt. Die ungeschriebenen Spielregeln und damit verbundene Machtausübung entstehen in der geheimen Organisation auf den unteren Ebenen.

## Weitere Forschungsansätze
Eine weitere Unterteilung von Innovationshemmnissen findet auf vier Ebenen statt:
- Ebene des Umfeldes der Organisation
- Ebene der Organisation mit Strukturen und Strategien
- Projektebene mit Aufgabenüberforderung, Marktkomplexität, mangelnde Kommunikation zwischen den Teammitgliedern
- Ebene des Individuums mit Widerständen gegen Innovationen

Somit spiegelt die Ebene des Umfeldes der Organisation die außerbetrieblichen Innovationshemmnisse wider. Die Ebenen der Organisation, die Projektebene, sowie die Ebene des Individuums gehören zu den innerbetrieblichen Innovationshemmnissen. Allgemein darf nicht vergessen werden, dass Innovationen im Unternehmen zum Change Management gehören. Veränderungen können zu großen Verunsicherungen bei den Mitarbeitern führen, denn diese sind hauptsächlich vom Innovations- bzw. Veränderungsdruck betroffen. Innovationen nehmen einen direkten Einfluss auf den Arbeitsalltag der Mitarbeiter, wenn sie beispielsweise zu veränderten Arbeitsprozessen führen. Da die geplanten Neuerungen meist nur unzureichend bekannt sind, lösen sie Gefühle von Unsicherheit und Angst aus. Auch ein Unternehmer selber kann zum personifizierten Innovationshemmnis werden. Indem er seine Mitarbeiter ohne offensichtlichen Grund kritisiert, unter Zeitdruck setzt oder demotiviert unterdrückt.
Daraus resultiert dann aktiver oder passiver Widerstand gegen die Neuerungen, ein Widerstand, der als Innovationshemmnis gilt. Diese Widerstände gefährden den Erfolg von Innovationen, indem der Wandel von den Mitarbeitern nicht gelebt wird. Strukturen und Prozesse im Unternehmen können sich aber nur verändern, wenn die Beschäftigten sowohl fähig, als auch bereit zur Umsetzung der Veränderungen sind, denn der Unternehmenserfolg beruht auf den Kompetenzen des Mitarbeiters.

## Gegenmaßnahmen
Die in der Theorie herausgestellten Innovationshemmnisse decken sich mit den in der Praxis gefundenen Hemmnissen. Es wird zwischen inner- und außerbetrieblichen Innovationshemmnissen unterschieden. Dabei hat das Unternehmen auf die außerbetrieblichen Hemmnisse, wie z. B. Gesetze, Handelsvorgaben und wirtschaftliche Gegebenheiten, wenig Einfluss.
Doch die innerbetrieblichen Innovationshemmnisse sind teilweise veränderbar, u. a. durch geeignetes Innovationsmanagement, Betriebliches Vorschlagswesen oder durch Kontinuierlichen Verbesserungsprozess. Das gilt besonders für die transparente Aufklärung der Mitarbeiter über die geplanten Innovationen sowie deren Beteiligung. Dadurch lassen sich die gefürchteten Widerstände vermeiden. Darüber hinaus sollten die Innovationen in der Vision des Unternehmens verankert werden. Schwer verändern lassen sich finanzielle Gegebenheiten. Wenn die finanziellen Mittel für Innovationen nicht vorhanden sind, dann bleibt dem Unternehmen nur der Verzicht, die Aufnahme von Krediten oder eine spezifische Umplanung der Mittel, die mit Kürzungen an anderen Stellen einhergeht. In Bezug auf die Organisationsstruktur sollten flache Hierarchien vorherrschen. Die Führungskultur sollte demokratisch (partizipativ) und fair sein. Fair behandelte Mitarbeiter verhalten sich laut Reziprozität (Regel der Gegenseitigkeit) ebenso fair gegenüber dem Unternehmen.